# Vulcão Parinacota
O vulcão Parinacota é um estratovulcão da Cordilheira dos Andes localizado na fronteira entre Bolívia e Chile. As suas coordenadas são 18° 10' S 69° 9' O. Foi formado no período do Pleistoceno, juntamente com seu vulcão irmão Pomerape, que formam o Nevados Payachatas. Seu cume esta a 6348 metros de altitude, e tem 1989 m de proeminência topográfica. Técnicas recentes apontam a ultima erupção do vulcão por volta do ano 290 a.C. ± 300 anos.
Outra erupção estudada, aconteceu há 8000 anos, quando uma grande erupção produziu uma avalanche de 6km³, que deu origem ao lago Chungará.